# Антоніо Г'ярделло
Антоніо Г'ярделло (італ. Antonio Ghiardello, 21 березня 1898 — 5 січня 1992) — італійський академічний веслувальник.
Бронзовий призер Олімпійських Ігор 1932 року в складі розпашної четвірки без стернового.
Чемпіон Європи 1926, 1927, 1931 років у складі розпашної четвірки зі стерновим, бронзовий призер 1934 року в складі вісімки.